# Albin Siekierski

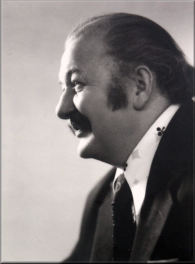
Albin Siekierski

Albin Siekierski (* 1. März 1920 in Imielin (Polen); † 28. Februar 1989 in Kattowitz) war ein polnischer Schriftsteller.
Geboren wurde er in eine Eisenbahnerfamilie. Im Jahr 1938 absolvierte er das klassische Gymnasium in Mysłowice (Myslowitz). Obwohl er die deutsche Volksliste nie unterschrieb, wurde er in die Wehrmacht eingezogen und an die Ostfront verschickt und dort in der Schlacht bei Kursk verwundet.
Nach seiner Genesung desertierte er aus der deutschen Armee. Dank Unterstützung von Freunden bekam er neue Ausweispapiere ausgestellt auf den Namen Bonifacy Czyżewski. Als Czyżewski wurde er während einer öffentlichen Razzia in Krakau aufgegriffen und in ein Hilfslager nach Sachsen deportiert. Dort musste er in einer Porzellanmanufaktur arbeiten. Nach der Rückkehr in die Heimat studierte er an der Hochschule für Human- und Wirtschaftswissenschaften in Kattowitz.

## Literarisches Schaffen
Albin Siekierski bestritt sein poetisches Debüt 1936. Nach dem Krieg druckte er zwei Erzählungen in folgender Presse: "Gośc Niedzielny" (Sonntäglicher Gast; wöchentliche Zeitschrift herausgegeben in Katowice) und "Ogniw" (das Kettenglied) ein Organ von Armia Krajowa (AK) (polnische Heimatarmee; Deckname "Polski Związek Powstańczy" (PZP) – Polnische Aufständische Vereinigung). In den Fünfzigern war er Mitglied der Redaktionsgruppe von „Poglądy“ (Ansichten). Er brachte 1958 das Bühnenstück "Domek z ogródkiem" (Haus mit Kleingarten) heraus, das für Amateurtheater bestimmt ist. 1959 erschienen folgende Stücke: "Na granicy Górnego Śląska" (an der Grenze Oberschlesiens) und "Umowa stoi" (die Vereinbarung steht), des Weiteren 1960 der Einakter "Szarwark" (Corvée).
1960 ist ebenfalls der Roman „Ocalenie“ (Rettung) erschienen, den man als das eigentliche Debüt von Albin Siekierski bezeichnen kann. Weitere literarische Werke des Autors sind: "Urodzajne piachy" ("Fruchtbare Sande") (1961), "Pół godziny przyjaźni" ("Halbe Stunde Freundschaft") (1961), auf dessen Grundlage "Czerwone berety" ("Rote Barette") verfilmt wurde, "Odchodzące niepokoje" ("Nachlassende Unruhen") (1966), "Ku górze nad rzeką" ("Dem Berge am Fluss") (1971), "Ziemia nie boi się kul" ("Erde fürchtet Kugeln nicht") (1971), "Chłodny wiatr odpędza ptaki" ("Kalter Wind verscheucht die Vögel") (Erzählungen 1972), "Czarne i białe pióropusze" ("Schwarze und weisse Federbüsche") (1965), "Dziewczyna ze strzelnicy" ("Mädchen vom Schießstand") (1969), "Nie odpoczywa w spokoju" ("Es ruhet in Frieden nicht") (1978), "Drzewo liści nie dobiera" ("Der Baum wählt seine Blätter nicht") (1972), "Nie dojrzeje owoc" ("Die Frucht will nicht reifen") (1975), "Nic się nie stało" ("Es ist nichts geschehen") (1975), "Druga strona księżyca" ("Kehrseite des Mondes") (1979), Drehbuch zu "Ślad na ziemi" ("Spur auf der Erde") (1977–1978). Die Handlung des Romans "Ziemia nie boi się kul" vorführt sich in Imielin in Zeiten der schlesischen Aufstände.
An eine Erzählung die zur thematischen Gruppe "Tego domu już nie ma" (dieses Haus ist nicht mehr) gehört, hat Kazimierz Kutz das Drehbuch zu "Paciorki jednego różańca" (Perlen eines Rosenkranzes) angelehnt. Andere Bühnenstücke von Albin Siekierski sind: "Symulanci" (Simulanten) (1963), "Nie wstydź się własnej żony" (schäm dich deiner Frau nicht) (1973), "Sprawa osobista" (persönliche Angelegenheit) (1975), "Wina bez kary" (Schuld ohne Strafe) (1975), "Fermentacja" (Gärung) (1978). Ebenso hat er auch das Drehbuch zur Fernsehserie "Blisko, coraz bliżej" (nah, immer näher) geschrieben.
Albin Siekierski hat im Laufe von gerade einmal dreißig Jahren Dutzende Romane, Erzählungen, Bühnenstücke und Feuilletons geschrieben.
Zwischen 1985 und 1989 war er Abgeordneter des Sejm der Volksrepublik Polen.
Albin Siekierski kam am 28. Februar 1989, an seinem Wohnort in Katowice, Ligota (Ellgoth/Idaweiche) auf tragische Weise ums Leben. 2004 ist in Imielin eine gemeinschaftlich-kulturelle Gesellschaft seines Namens entstanden.

## Filmografie
Literarische Vorlage
- 1963: Entscheidung in den Wolken (Czerwone berety) – nach dem Roman "Eine halbe Stunde Freundschaft"
- 1979: Perlen eines Rosenkranzes (Paciorki jednego różańca)

Drehbuch
- 1977: Eine Woche lang (Okragly tydzien)